# Llista de cascades
Aquesta és una llista de cascades notables del món classificades per continents. Una cascada es considera notable si té com a mínim 15 m d'altura o d'ample, o les caigudes tenen una significació històrica basada en múltiples referències fiables.

## Àfrica
- Andriamamovoka
- Augrabies
- Berlin
- Boti
- Boyoma
- Bridal Veil
- Chisimba
- Derna
- Epupa
- Erin-Ijesha
- Farin Ruwa
- Gauthiot
- Gouina
- Gurara
- Howick
- Ielala
- Inga
- Kabwelume
- Kagera
- Kalambo
- Kalandula
- Kintampo
- Kundalila
- Lamadaya
- Lisboa
- Livingstone
- Lone Creek
- Lofoi
- Mac-Mac
- Mahamanina
- Maletsunyane
- Mandraka
- Mumbuluma
- Murchison
- Mutarazi
- Mutumuna
- Ncandu
- Ngonye
- Nil Blau
- Ouzoud
- Rianbavy
- Ruacana
- Rusumo
- Sakaleona
- Sipi
- Tagbo
- Thomson
- Tinkisso
- Tugela
- Victòria
- Wli

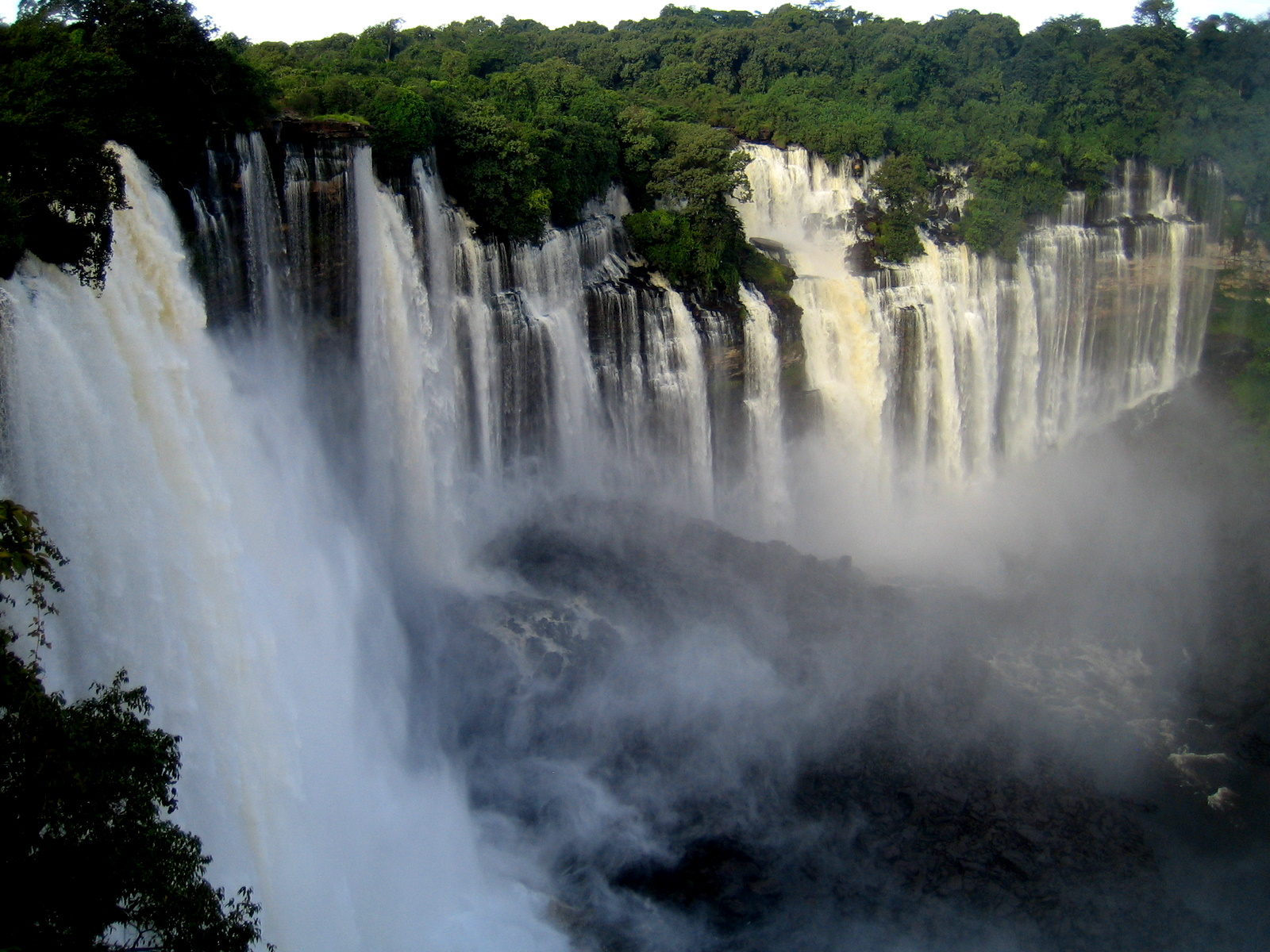
Cascades Kalandula, Angola
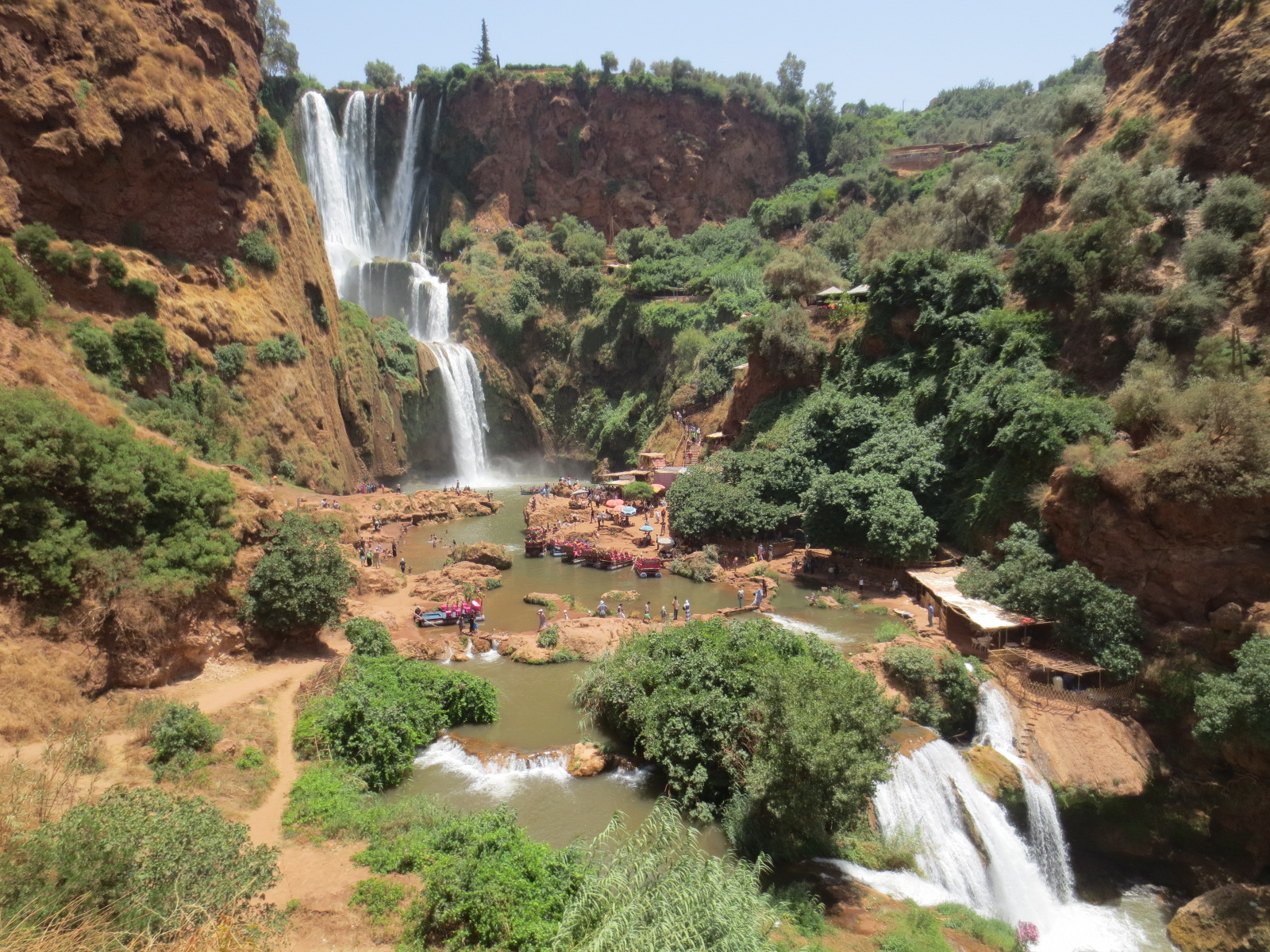
Cascades d'Ouzoud, Marroc
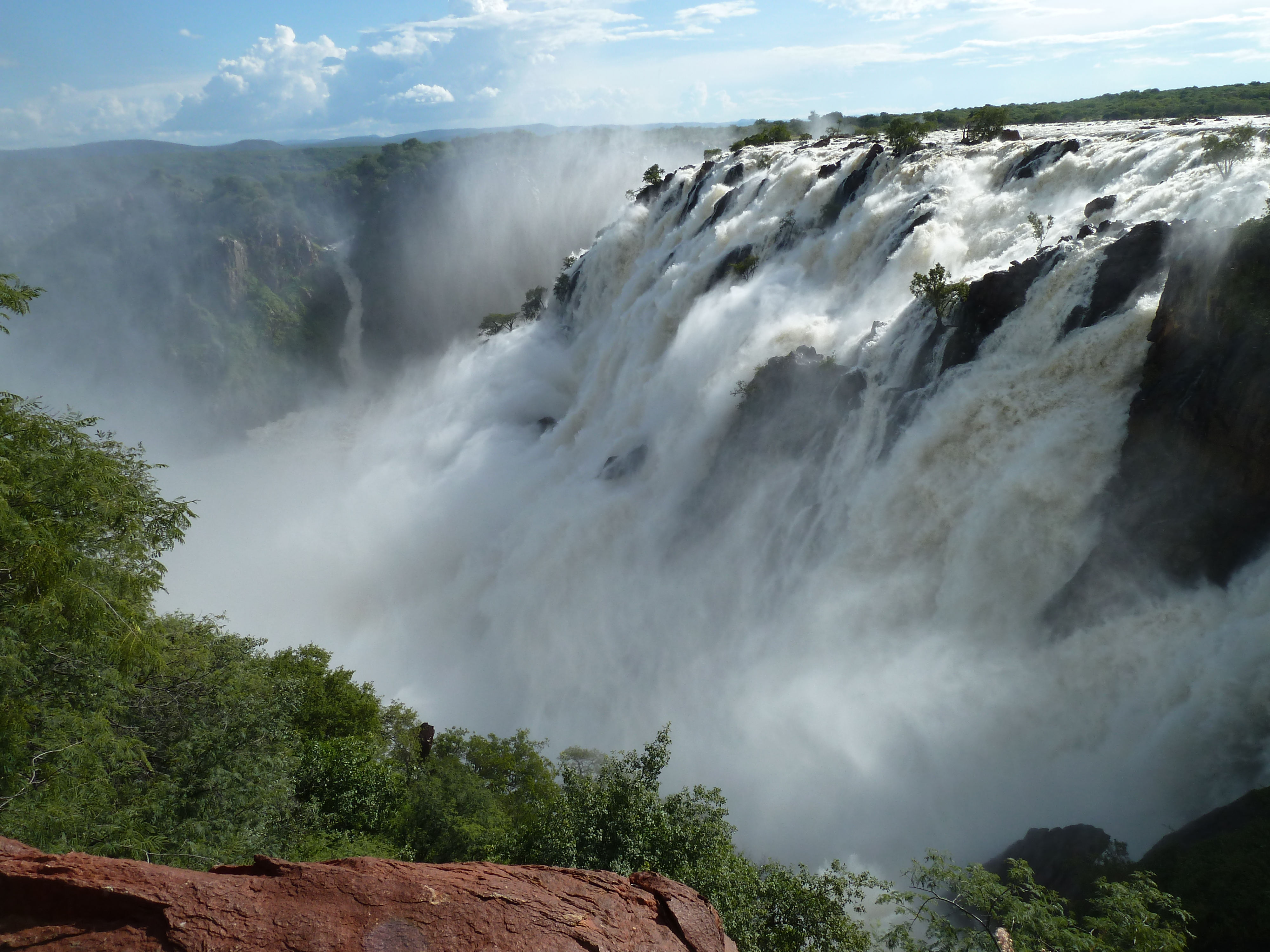
Cascades Ruacana, Namíbia
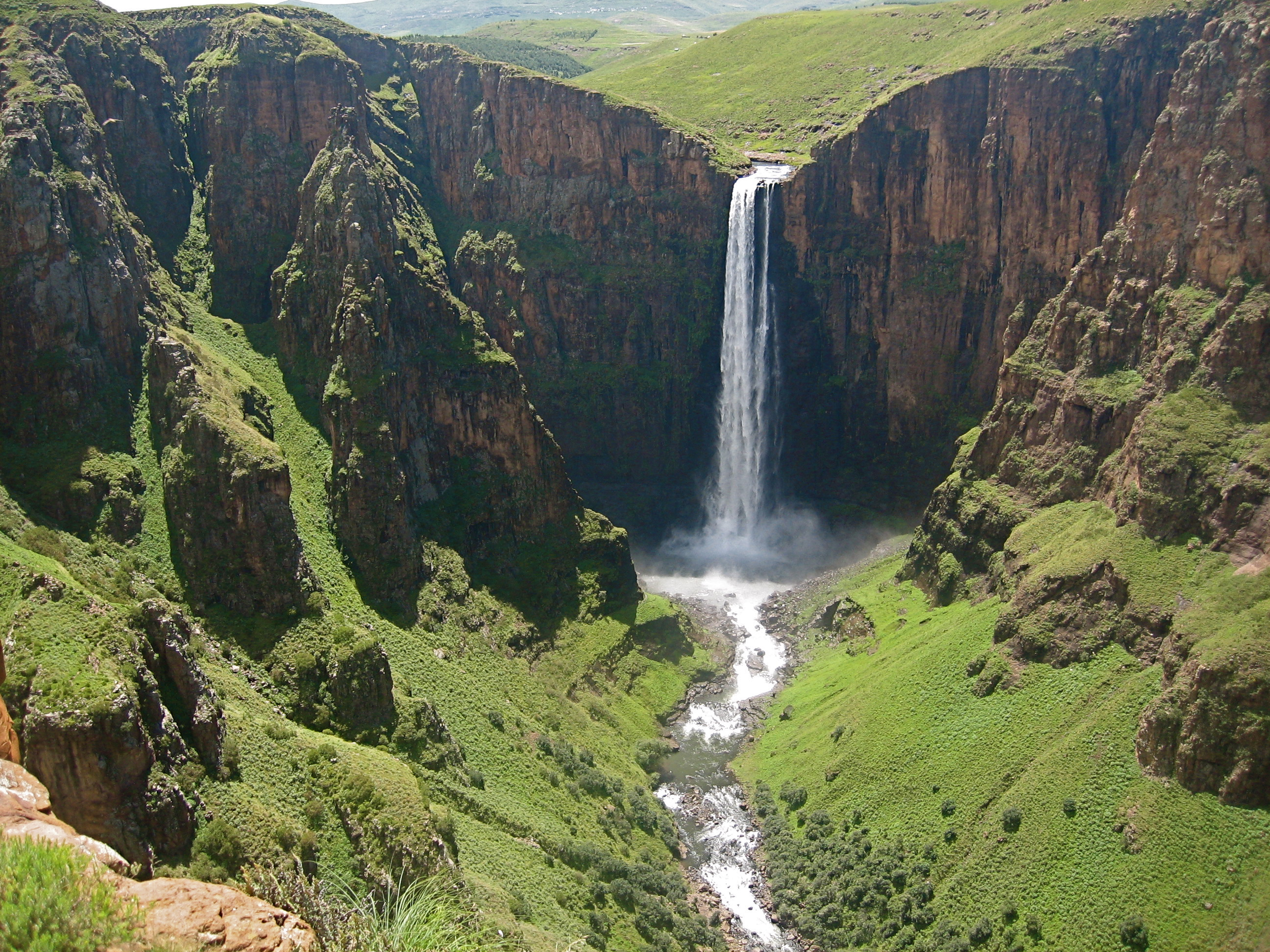
Cascades Maletsunyane, Lesotho
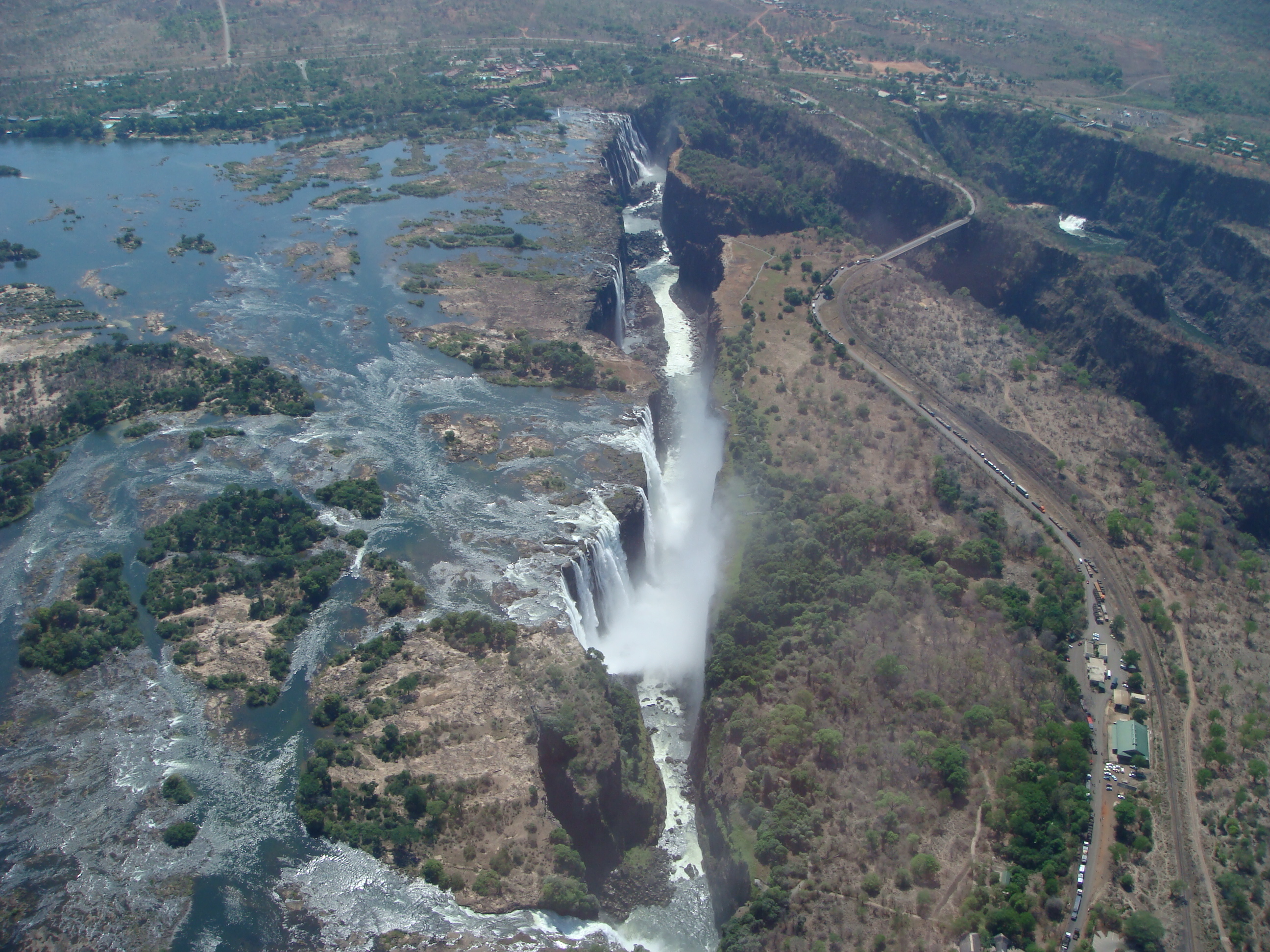
Cascades Victòria, Zàmbia/Zimbàbue

## Amèrica

### Amèrica del Nord
- Agua Azul
- Albion
- Alexander
- American
- Amicalola
- Amoskeag
- Angel
- Angeline
- Anna Ruby
- Arethusa
- Athabasca
- Barberville
- Basaseachic
- Bash Bish
- Berdeen
- Big Manitou
- Big Rock
- Bird Woman
- Blackwater
- Blum Basin
- Bond
- Bonita
- Bouck
- Bow
- Bow Glacier
- Brandywine
- Brandywine Creek
- Bridal Veil (Canadà)
- Bridal Veil (DuPont)
- Bridal Veil (Niàgara)
- Bridal Veil (Telluride)
- Bridal Veil (Utah)
- Bridal Veil (Washington)
- Bridalveil (Califòrnia)
- Bridalveil (Michigan)
- Brooks
- Burgess
- Burney
- Buttermilk
- Calf Creek
- Canim
- Cannon
- Canyon Sainte-Anne
- Carbet
- Cascade
- Cataract
- Chatterbox
- Chilnualna
- Chittenango
- Churchill
- Cochrans
- Cohoes
- Cola de Caballo
- Colonial Creek
- Comet
- Connestee
- Corbin Creek
- Crabtree
- Crescent
- Cullasaja
- Cumberland
- Cunningham
- Darwin
- Dawson
- Della
- Depot Creek
- DeSoto (Alabama)
- DeSoto (Georgia)
- Diana's Baths
- Dick's Creek
- Dingmans
- Douglas
- Dry
- Dukes Creek
- Dunn's River
- Eastatoe
- Elakala
- Emperor
- Estatoah
- Fall Creek
- Falling Water
- Feather
- Firehole
- Fish Creek
- Flama Eterna
- Fulmer
- Gibbon
- Glassmine
- Gooseberry
- Grace High
- Grand
- Great (Housatonic)
- Great (Missouri)
- Great (Passaic)
- Great (Potomac)
- Green Lake
- Hamilton Pool Preserve
- Havasu
- Helen
- Helmcken
- Hemmed-In-Hollow
- Hickory Nut
- Hidden
- High (DuPont)
- High (Rochester)
- High Shoals
- Holcomb Creek
- Horseshoe
- Hunlen
- Illilouette
- Indian Chimney
- Inglis
- Issaqueena
- Ithaca
- James Bruce
- Jemez
- Kaaterskill
- Kakabeka
- Katahdin
- Kepler
- Keyhole
- Kings Creek
- Kinuseo
- La Fortuna
- La Paz
- Lake Peigneur
- Laughing Whitefish
- Linville
- Little River
- Looking Glass
- Lower Mesa
- Lucifer
- Mackinac
- Mahood
- Maligne
- Marvel
- Mayfield
- Mazama
- McWay
- Mina Sauk
- Minge
- Minnehaha (Geòrgia)
- Minnehaha (Minneàpolis)
- Montmorency
- Mooney
- Moul
- Moxie
- Moyie
- Multnomah
- Munising
- Nairn
- Nevada
- Noccalula
- Nugget
- Ozone
- Palouse
- Panther
- Pawtucket
- Pearl
- Pedernales
- Piedra Volada
- Pissing Mare
- Pixley
- Qorlortorsuaq
- Rainbow (Chelan)
- Rainbow (Horsepasture)
- Rainbow (Missouri)
- Rainbow (Rutherford)
- Rainy Lake
- Raven Cliff
- Raymondskill
- Ribbon
- Roaring Brook
- Rockhouse
- Ruby
- Saint Anthony
- Salmon River
- Sault
- Saut-Mathurine
- Seahpo Peak
- Setrock Creek
- Seven
- Seventy Six
- Shannon
- Shoshone
- Silver Strand
- Silverthread
- Sitting Bull
- Sliding Rock
- Smalls
- Smith
- Snoqualmie
- Spahats Creek
- Spokane
- Sulphide Creek
- Sunwapta
- Superior
- Tahquamenon
- Takakkaw
- Taughannock
- Texolo
- Tew
- Thousand Foot
- Three Chute
- Toccoa
- Toketee
- Tory
- Tower
- Trenton
- Triple
- Turner
- Twin
- Union
- Upper Mesa
- Upper Whitewater
- VerKeerderkill
- Vermillion
- Vernal
- Virginia
- Volio
- Wapta
- Watson
- Weeping Wall
- Whitewater
- Wilberforce
- Willamette
- Williamsport
- Wolf Creek
- Yahoo
- Yellowstone
- Yosemite

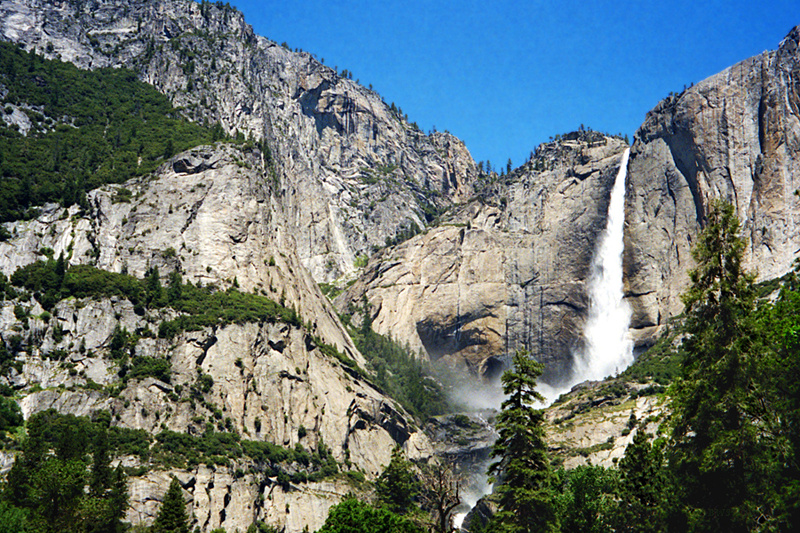
Cascades de Yosemite, Estats Units
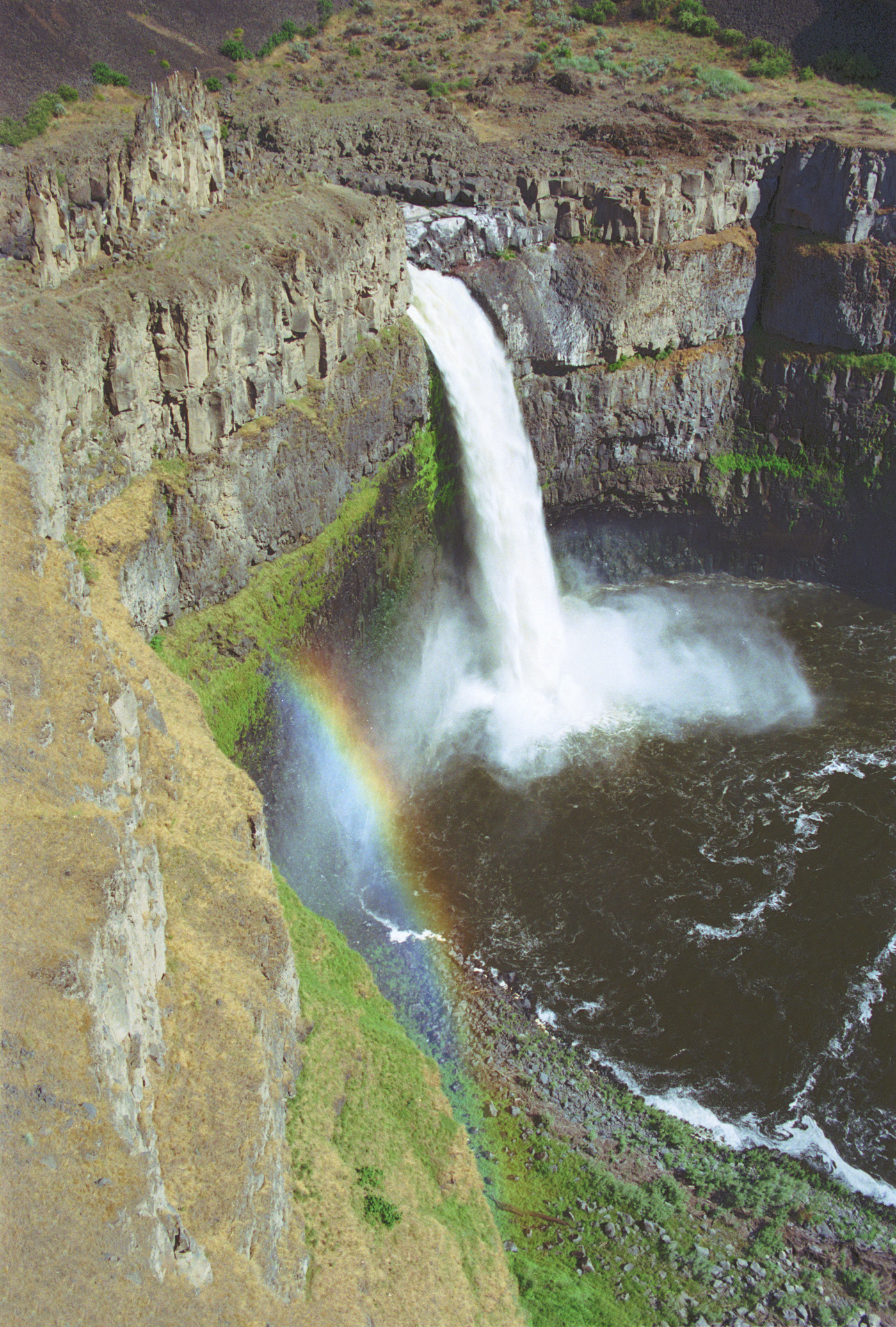
Cascades Palouse, Estats Units
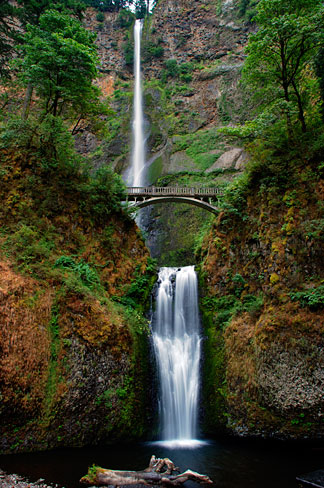
Cascades Multnomah, Estats Units
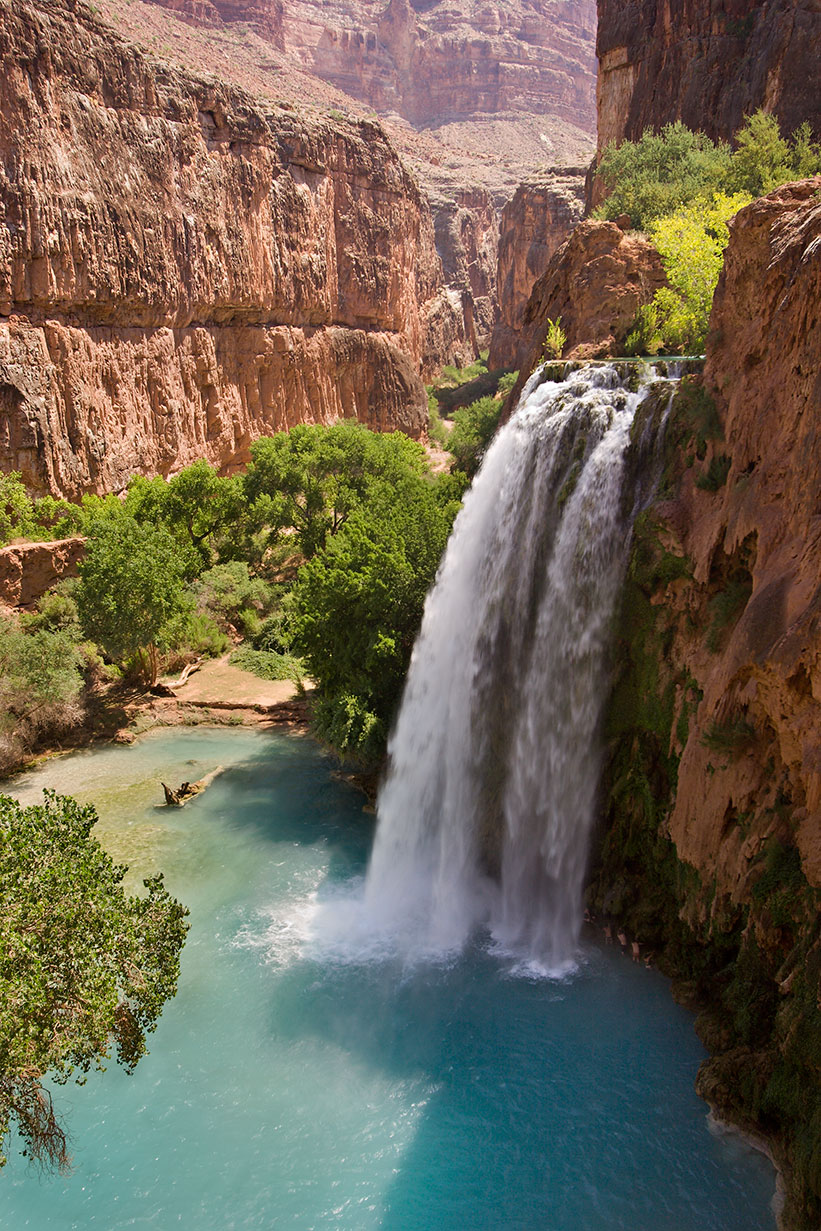
Cascades Havasu, Estats Units
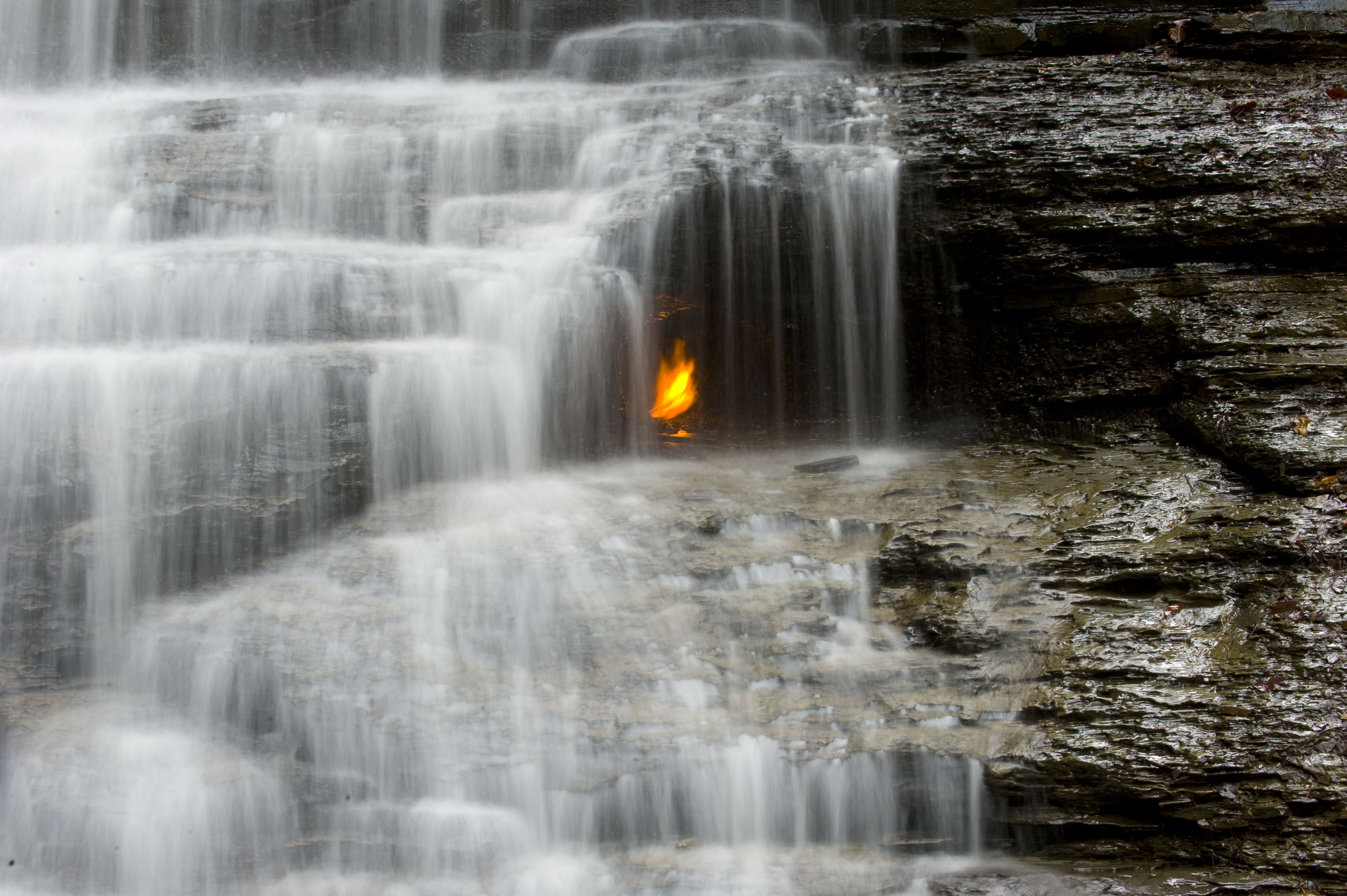
Cascades de la Flama Eterna, Estats Units

### Amèrica del Sud
- Ángel
- Cuquenán
- Fumaça
- Gocta
- Guaíra
- Huilo-Huilo
- Iguaçú
- Kaieteur
- Laja
- Llovizna
- Monday
- Parque da Cascata
- Petrohué
- Rei Eduard VIII
- Tequendama
- Tequendamita
- Tres Hermanas
- Yumbilla
- Yutajé

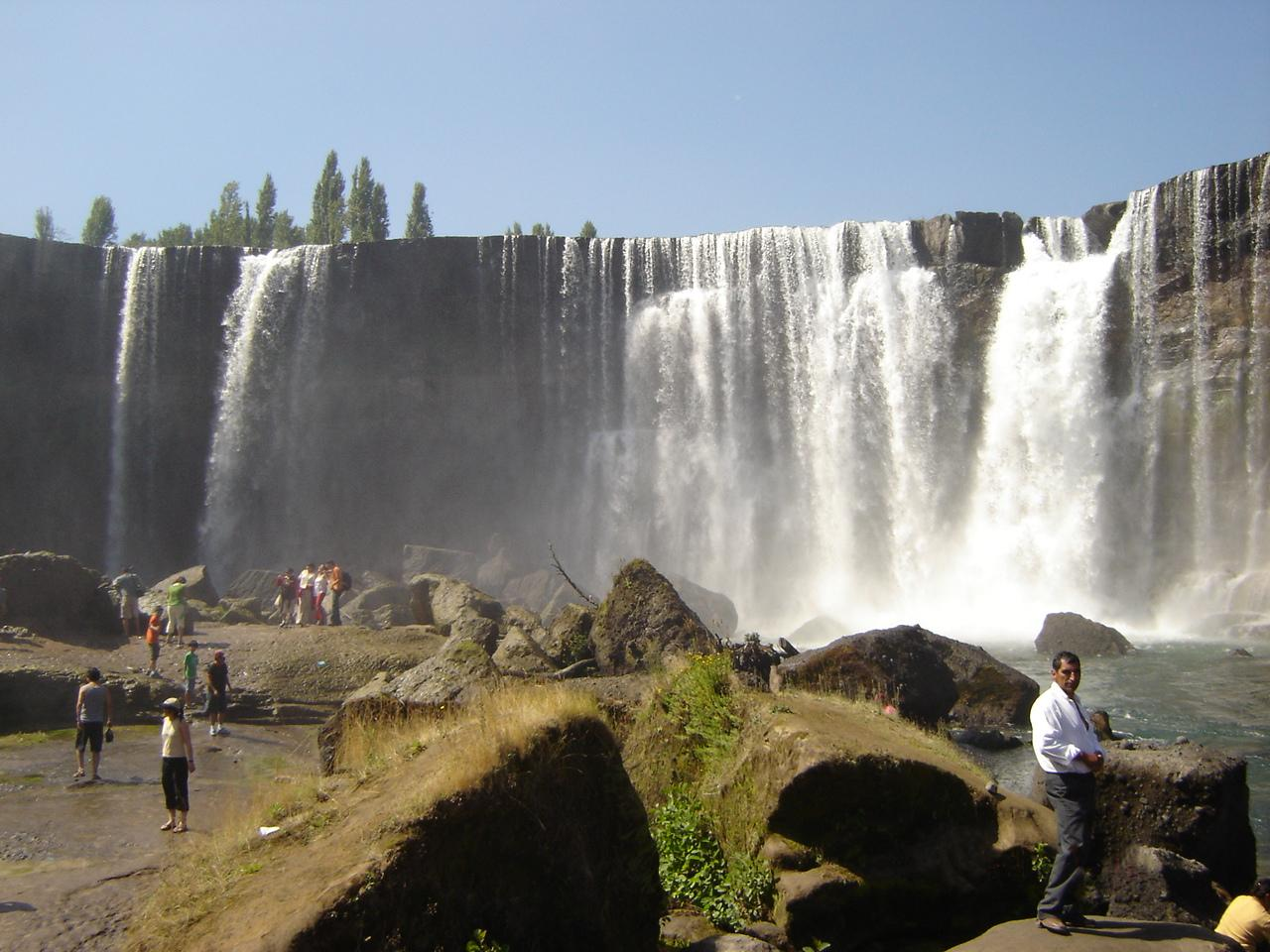
Cascades de Laja, Xile
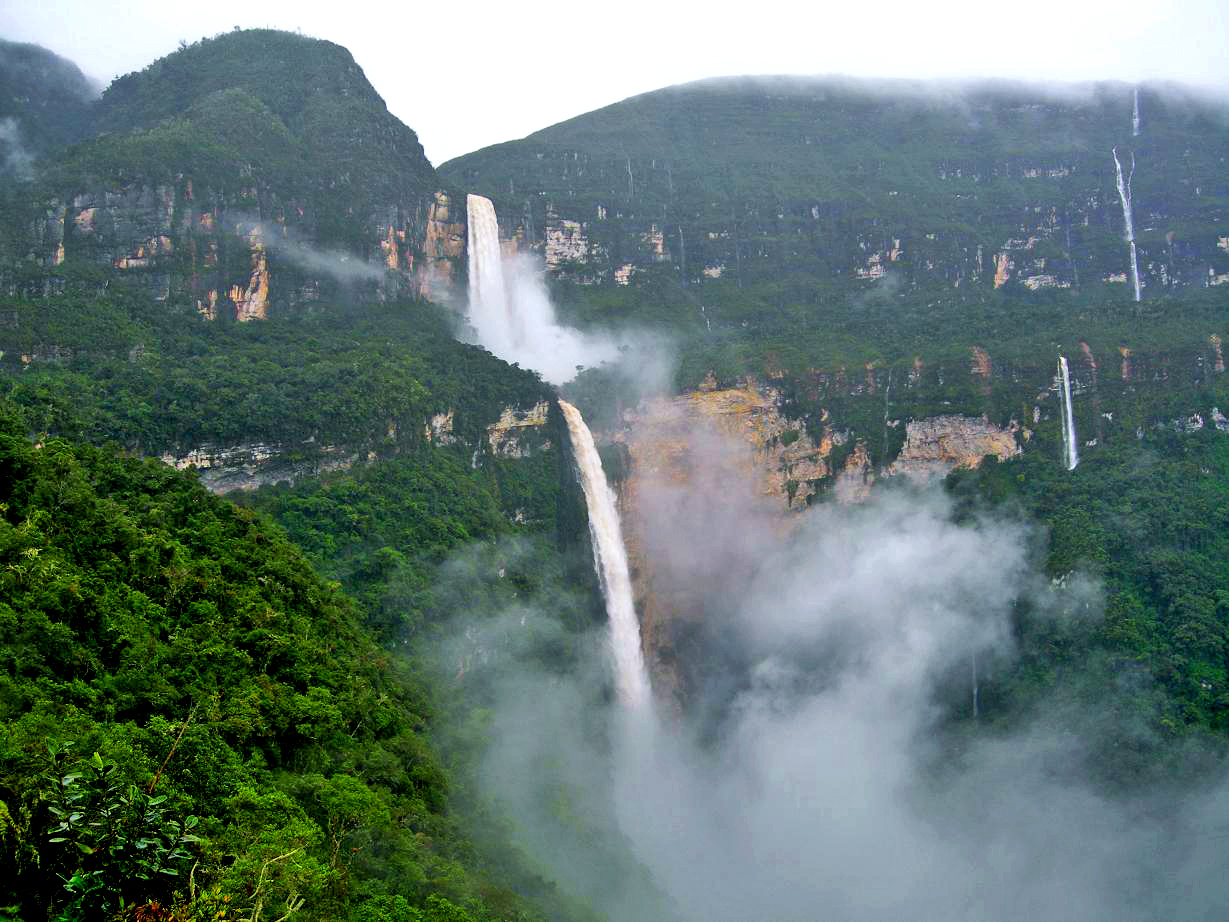
Cascades Gocta, Perú
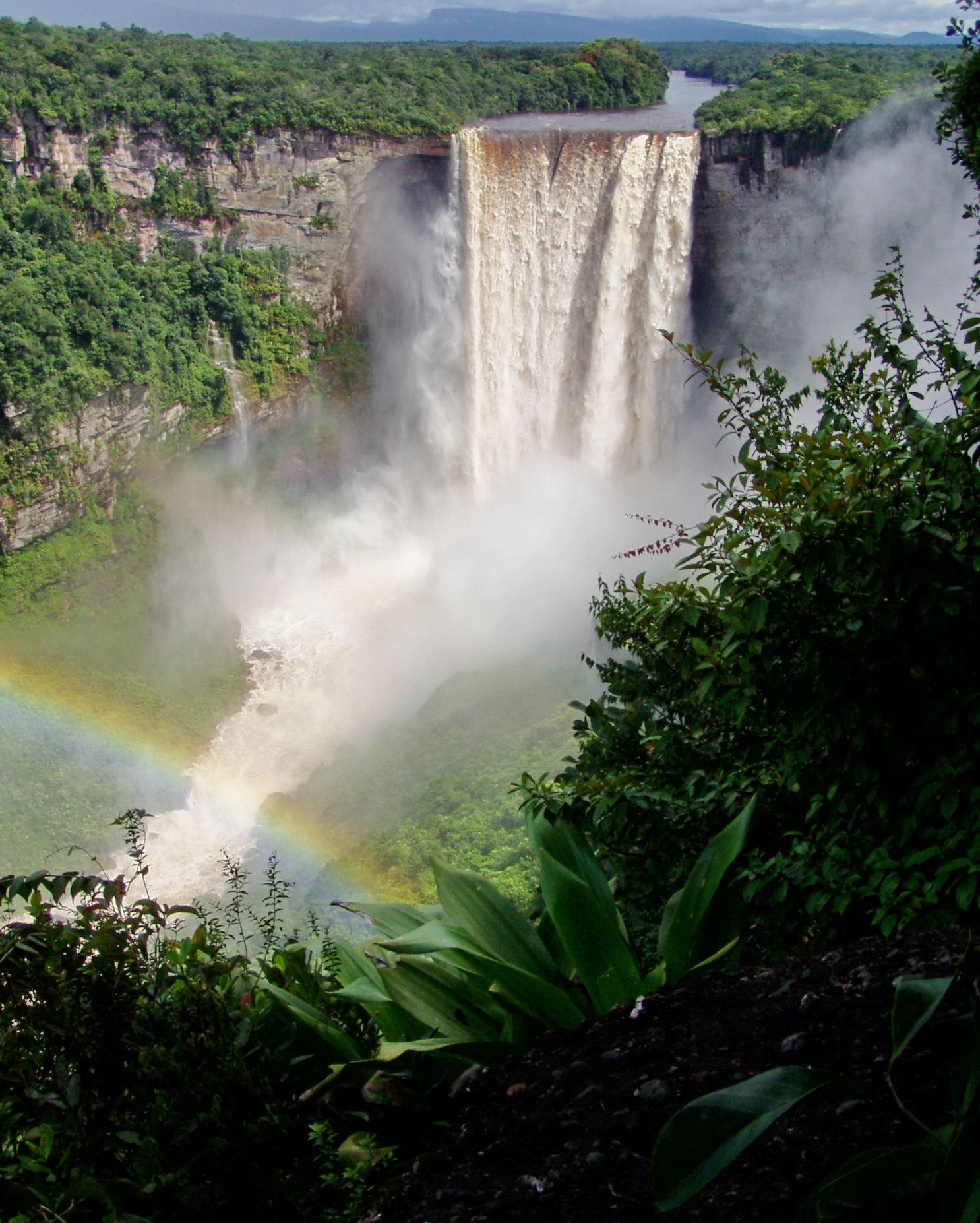
Cascades Kaieteur, Guyana
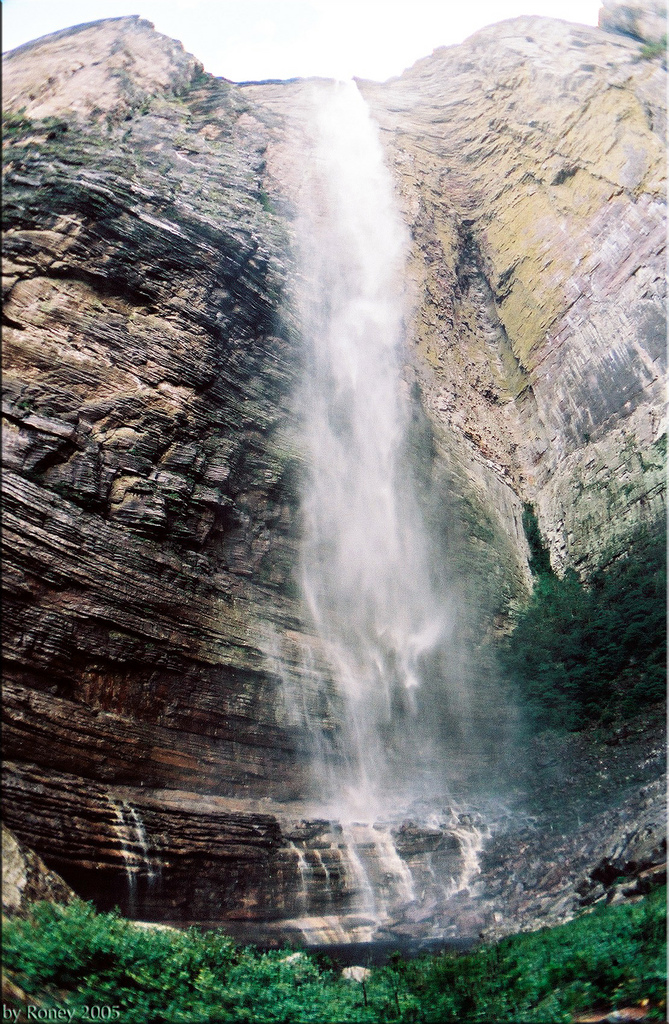
Cascada de Fumaça, Brasil
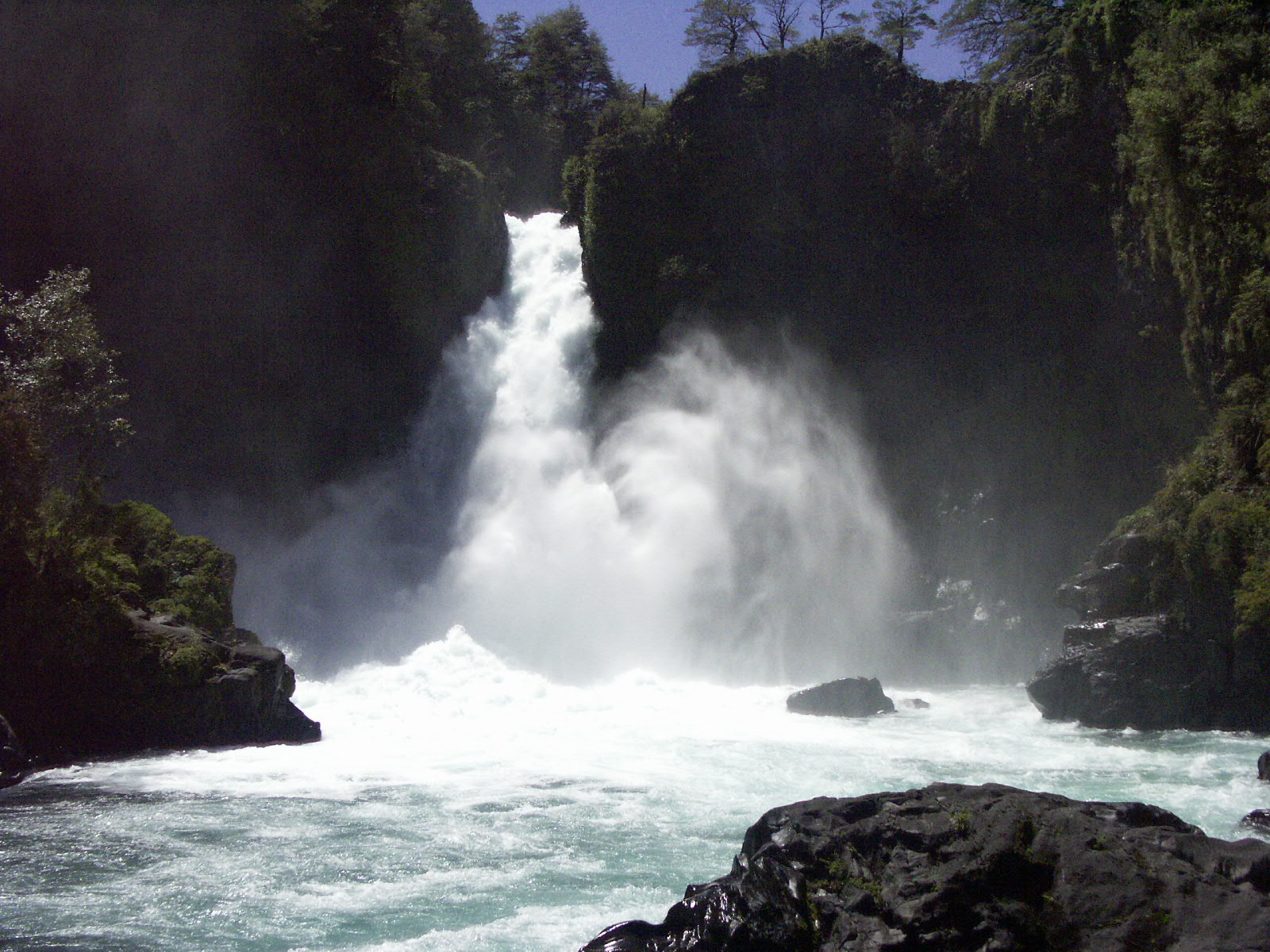
Cascades Huilo Huilo, Xile

## Àsia
- Abaga
- Abe Great
- Abshir Ata
- Agaya Gangai
- Aruvikkuzhy
- Athirappilly
- Bambarakanda
- Ban Gioc–Detian
- Bandeira
- Barkana
- Barskoon
- Bay
- Berkelah
- Berloi
- Bomburu
- Camaya
- Catherine
- Cemerung
- Chachai
- Cheonjeyeon
- Cheonjiyeon
- Chiling
- Chitrakote
- Chunchanakatte
- Courtallam
- Davis
- Devon
- Dhuandhar
- Diyaluma
- Dodiongan
- Dudhsagar
- Duduma
- Epol
- Fukuroda
- Gabai
- Gitgit
- Godchinamalaki
- Gokak
- Hannoki
- Hebbe
- Hinulugang Taktak
- Hogenakkal
- Huangguoshu
- Hukou
- Hum Hum
- Hyatung
- Ilya Muromets
- Irupu
- Jadipai
- Jeongbang
- Jiao Lung
- Jog
- Jonha
- Jurong
- Ka Choung
- Kadamaian
- Kanching
- Kaytitinga
- Kbal Chhay
- Kegon
- Khandadhar (Kendujhar)
- Khandadhar (Sundergarh)
- Khone Phapheng
- Kiliyur
- Kinzelyuk
- Kota Tinggi
- Kutladampatti
- Limunsudan
- Lodh
- Madhabkunda
- Mae Surin
- Magod
- Mahua
- Maliau
- Manthokha
- Margoon
- Maria Cristina
- Matang Tubig
- Meenmutty (Thiruvananthapuram)
- Meenmutty (Wayanad)
- Nachi
- Nafa-khum
- Nohkalikai
- Nunobiki
- Pagsanjan
- Pearl Shoal
- Penglai
- Phu Fa
- Pir Ghaib
- Pulacan
- Saint Clair's
- Sathodi
- Sedudo
- Shalmash
- Shifen
- Shōmyō
- Sipisopiso
- Takob Akob
- Talnikovy
- Thalaiyar
- Thi Lo Su
- Thoseghar
- Tinago
- Tinuy-an
- Tudaya
- Unchalli
- Vajrai
- Vajrapoha
- Vazhachal
- Wachirathan
- Wufengqi
- Wulai
- Yuntai
- Yuntan

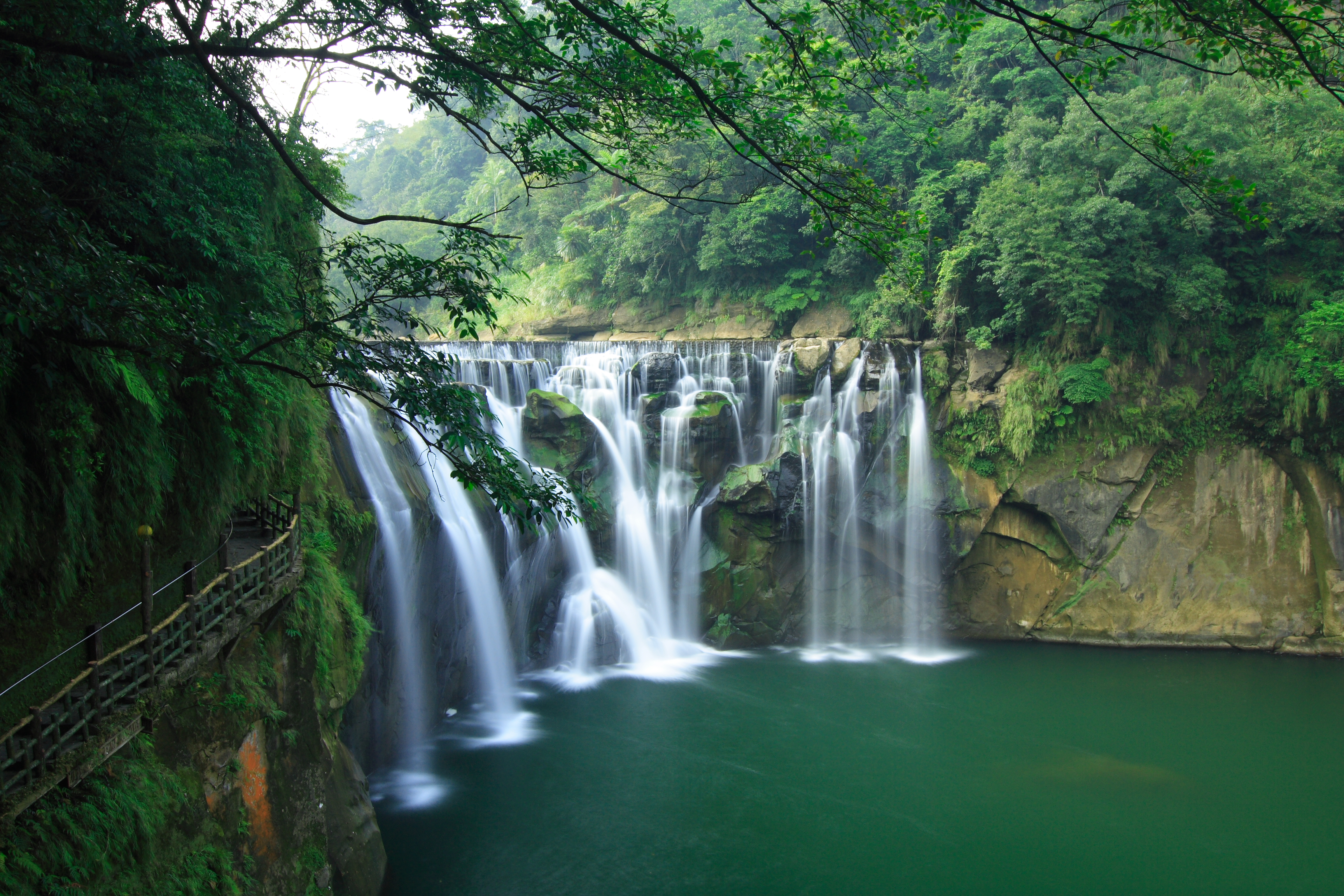
Cascades Shifen, Taiwan
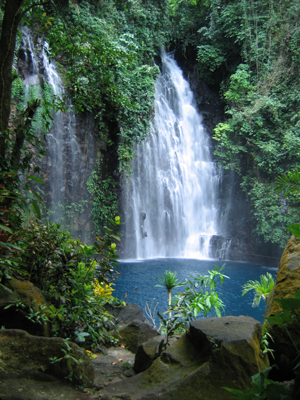
Cascades Tinago, Filipines
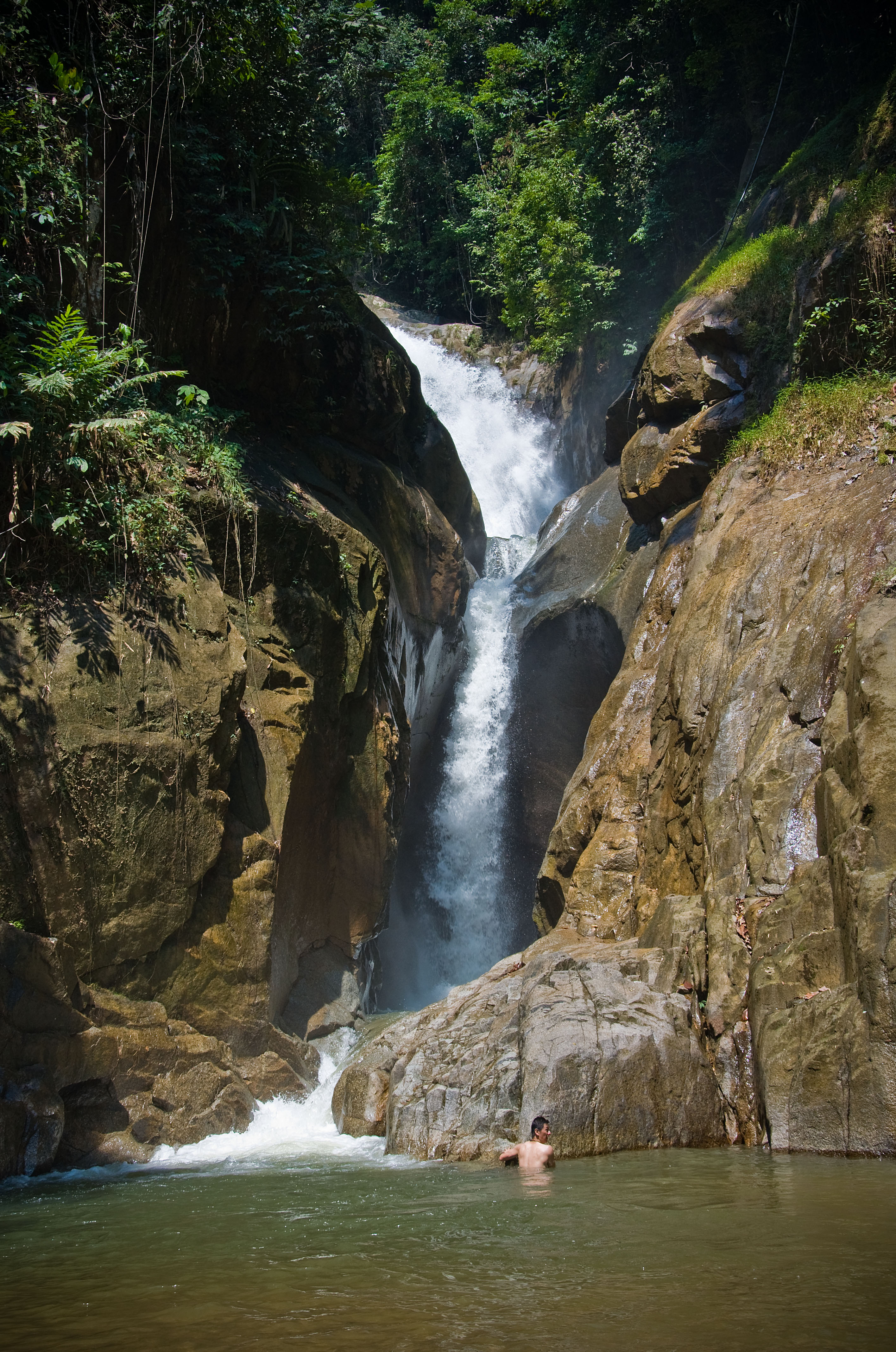
Cascades Chiling, Malàisia
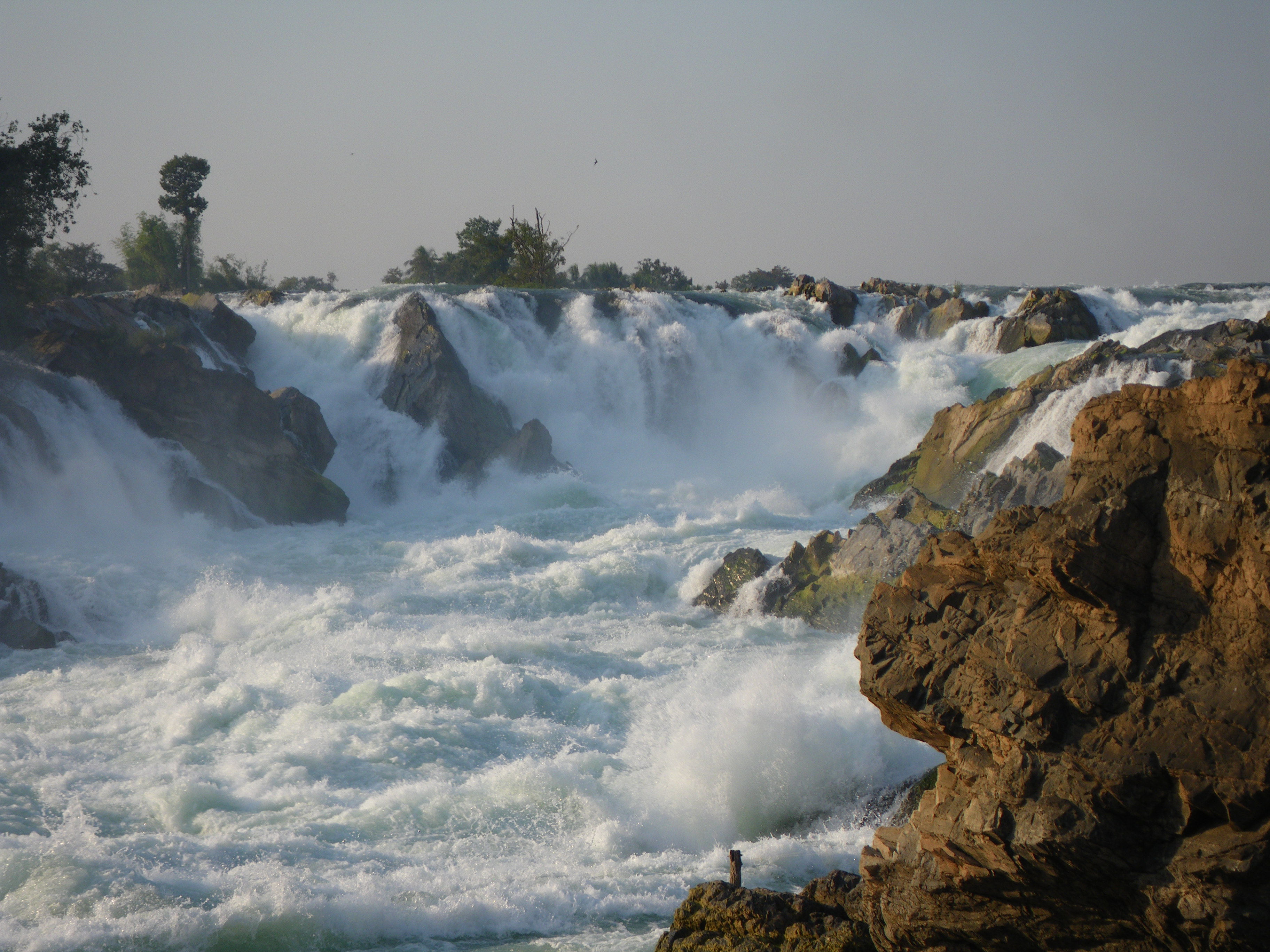
Cascades Khone Phapheng, Laos
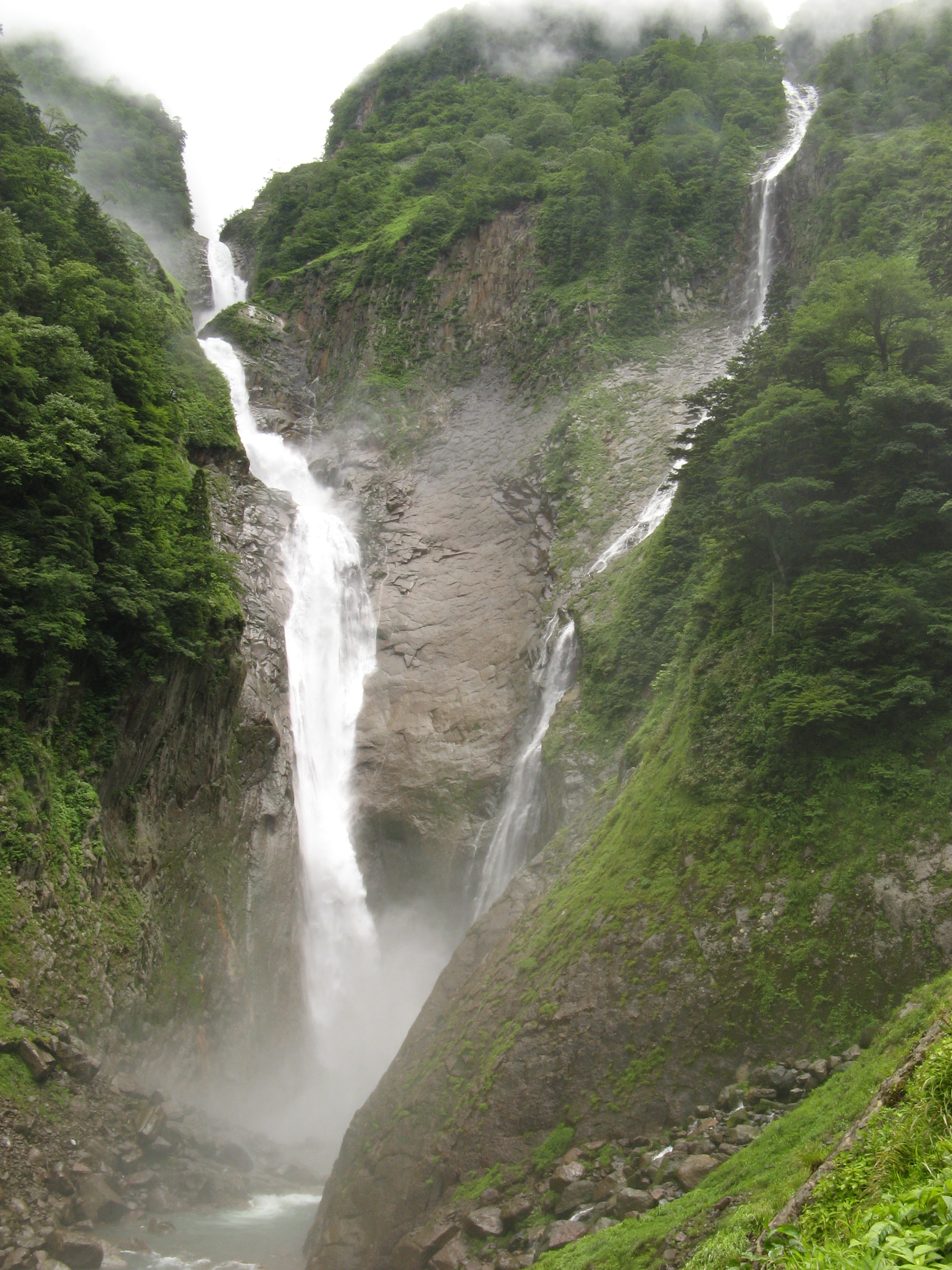
Cascades Shōmyō, Japó

## Europa
- 25 Fontes
- Abava
- Aber
- Aberdulais
- Aira Force
- Aldeyjarfoss
- Allerheiligen
- Apèndix del Diable
- Assaroe
- Aysgarth
- Babsko Praskalo
- Barnafoss
- Bliha Falls
- Bogomila
- Borov Kamak
- Bøsdalafossur
- Canonteign
- Cauldron Snout
- Cautley Spout
- Dettifoss
- Djur-Djur
- Düden
- Duf
- Dzhurynskyi
- Eas a' Chual Aluinn
- East Gill Force
- Engstligen
- Espelandsfossen
- Falling Foss
- Fettjeåfallet
- Fjallfoss
- Fossá
- Gaping Gill
- Gavarnie
- Gjáin
- Glenariff
- Gljúfrafoss
- Glymur
- Goðafoss
- Göksu
- Gürlevik
- Gullfoss
- Hafragilsfoss
- Háifoss
- Hallamölla
- Hällingsåfallet
- Hardraw Force
- Hengifoss
- Hepoköngäs
- High Force
- Hraunfossar
- Izvorul Bigăr
- Jägala
- Javornik
- Keila
- Kisdon
- Kitsiputous
- Kivach
- Kjelfossen
- Kjeragfossen
- Kmeťov
- Kolešino
- Kopren
- Koprišnica
- Korab
- Kravice
- Krimml
- Kurşunlu
- Langfoss
- Låtefossen
- Lillafüred
- Low Force
- Mallyan Spout
- Månafossen
- Manavgat
- Maniava
- Mardalsfossen
- Marmore
- Mongefossen
- Moss Force
- Múlafossur
- Nardis
- Narva
- Njupeskär
- Ófærufoss
- Pego do Inferno
- Penedo Furado
- Peričnik
- Pihtsusköngäs
- Pistyll Rhaeadr
- Veliki
- Pliva
- Poço do Bacalhau
- Polikarya
- Powerscourt
- Pulo do Lobo
- Cascades Răchițele
- Ramnefjellsfossen
- Raysko Praskalo
- Reichenbach
- Ribeira Grande
- Rin
- Rinka
- Rio Verde
- Risco
- Rjukanfossen
- Röthbach
- Rossinyol
- Sallent
- Sankenbach
- Sarpsfossen
- Selfoss
- Seljalandsfoss
- Serio
- Sgwd Henrhyd
- Siklawa
- Skakavac (Perućica)
- Skakavac (Sarajevo)
- Skógafoss
- Skradinski Buk
- Skrikjofossen
- Smolare
- Søndre Mardalsfoss
- Sruth in Aghaidh an Aird
- Stalheimsfossen
- Staubbach
- Steall
- Steinsdalsfossen
- Stora Sjöfallet
- Štrbački buk
- Styggforsen
- Šútovský
- Svartifoss
- Swallow
- Tännforsen
- Tenes
- Þjófafoss
- Toce
- Torc
- Torrent del Gat
- Tortum
- Triberg
- Trou de Fer
- Trümmelbach
- Tyssestrengene
- Uchan-su
- Valaste
- Varone
- Västanåfallet
- Ventas rumba
- Vettisfossen
- Vinnufossen
- Vøringfossen
- Wain Wath Force
- White Lady Falls
- Wodogrzmoty Mickiewicza
- Zhenetskyi Huk

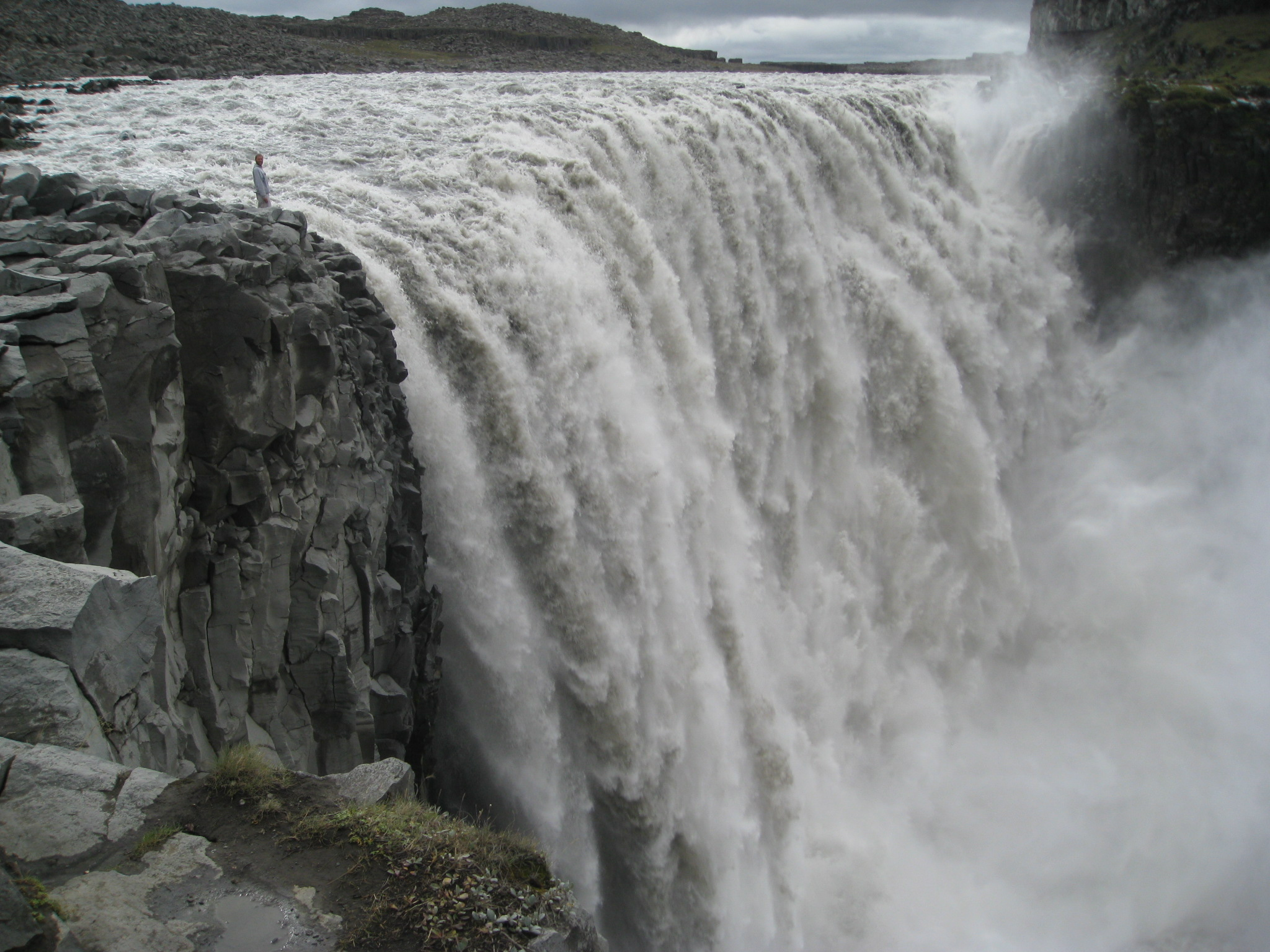
Cascades Dettifoss, Islàndia
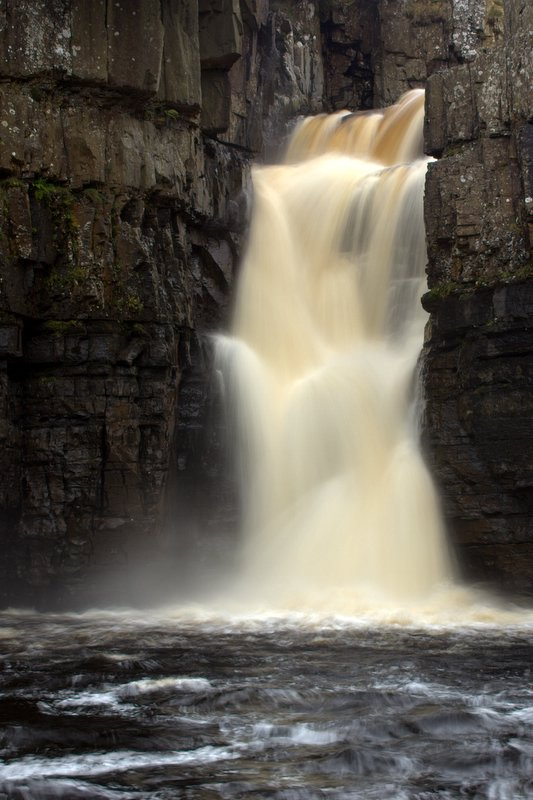
Hig Force, Regne Unit
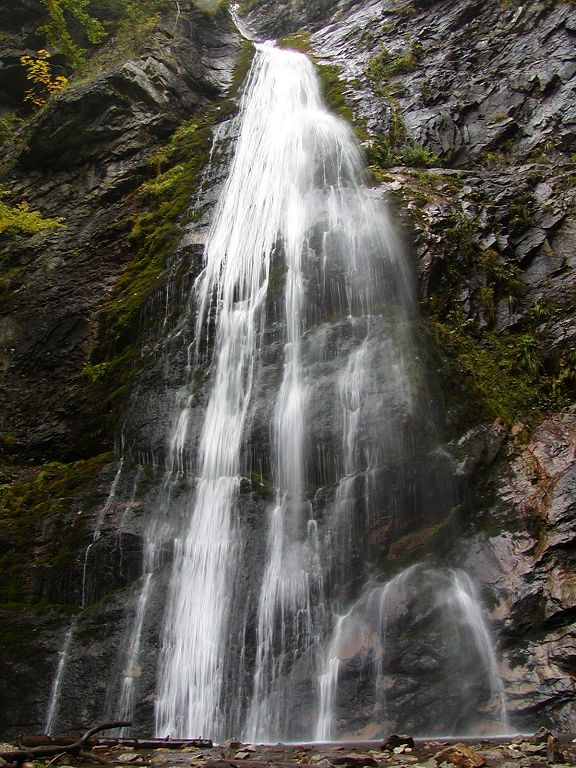
Cascades Šútovský, Eslovàquia
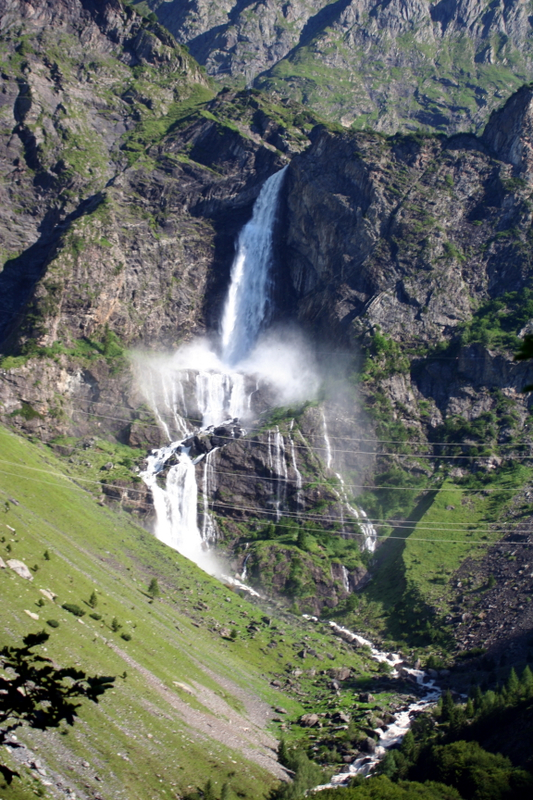
Cascades del Serio, Itàlia
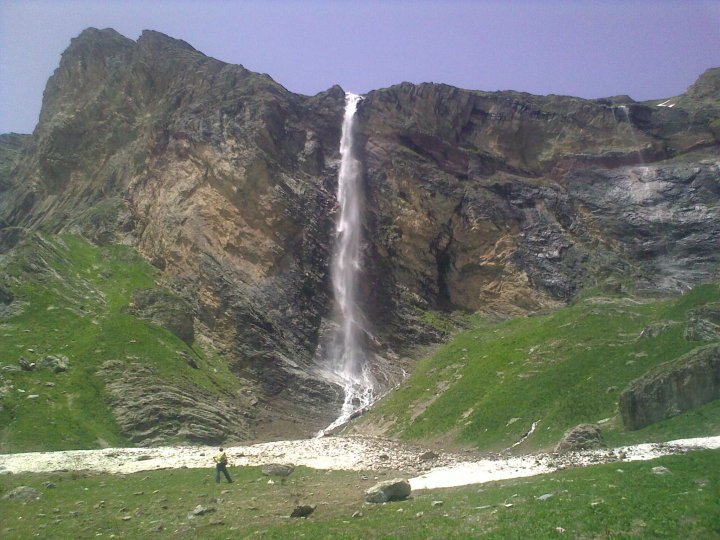
Cascades Korab, Macedònia

## Oceania
- 'Akaka
- 'Opaeka'a
- Adamsons
- Āniwaniwa
- Apsley
- Barron
- Belmore
- Bilbrough
- Blencoe
- Bloomfield
- Bridal Veil
- Browne
- Browns
- Carrington
- Clamshell
- Coomera
- Daggs
- Davies Creek
- Delaneys
- Dinner
- Dip
- Ebor
- Ellenborough
- Fautaua
- Fitzroy
- Florence
- Guide
- Gully
- Gunlom
- Hanakapiai
- Herbert
- Hiilawe
- Hopetoun
- Horseshoe
- Huka
- Humboldt
- Jim Jim
- Josephine
- Kahiwa
- Kearneys
- Kitekite
- Lady Alice
- Lady Barron
- Leichhardt
- Liffey
- Madonna
- Makahiku
- Malanda
- Millaa Millaa
- Millstream
- Milmilgee
- Mokau
- Montezuma
- Morans
- Mount Damper
- Murray
- Nelson
- Nigretta
- Olo'upena
- Owharoa
- Pelverata
- Pu'uka'oku
- Purakaunui
- Purling Brook
- Queen Mary
- Rainbow (Waianiwaniwa)
- Rainbow (Waiānuenue)
- Russell
- Silverband
- Simpson
- Steavenson
- Stoney Creek
- Sutherland
- Tarawera
- Teviot
- Tin Mine
- Tinaroo
- Tjaynera
- Tolmer
- Triplet
- Tully
- Twin
- Waihīlau
- Wailua
- Wairere
- Wallaman
- Wangi
- Wannon
- Wentworth
- Whites
- Wollomombi
- Wongalee
- Yarrbilgong

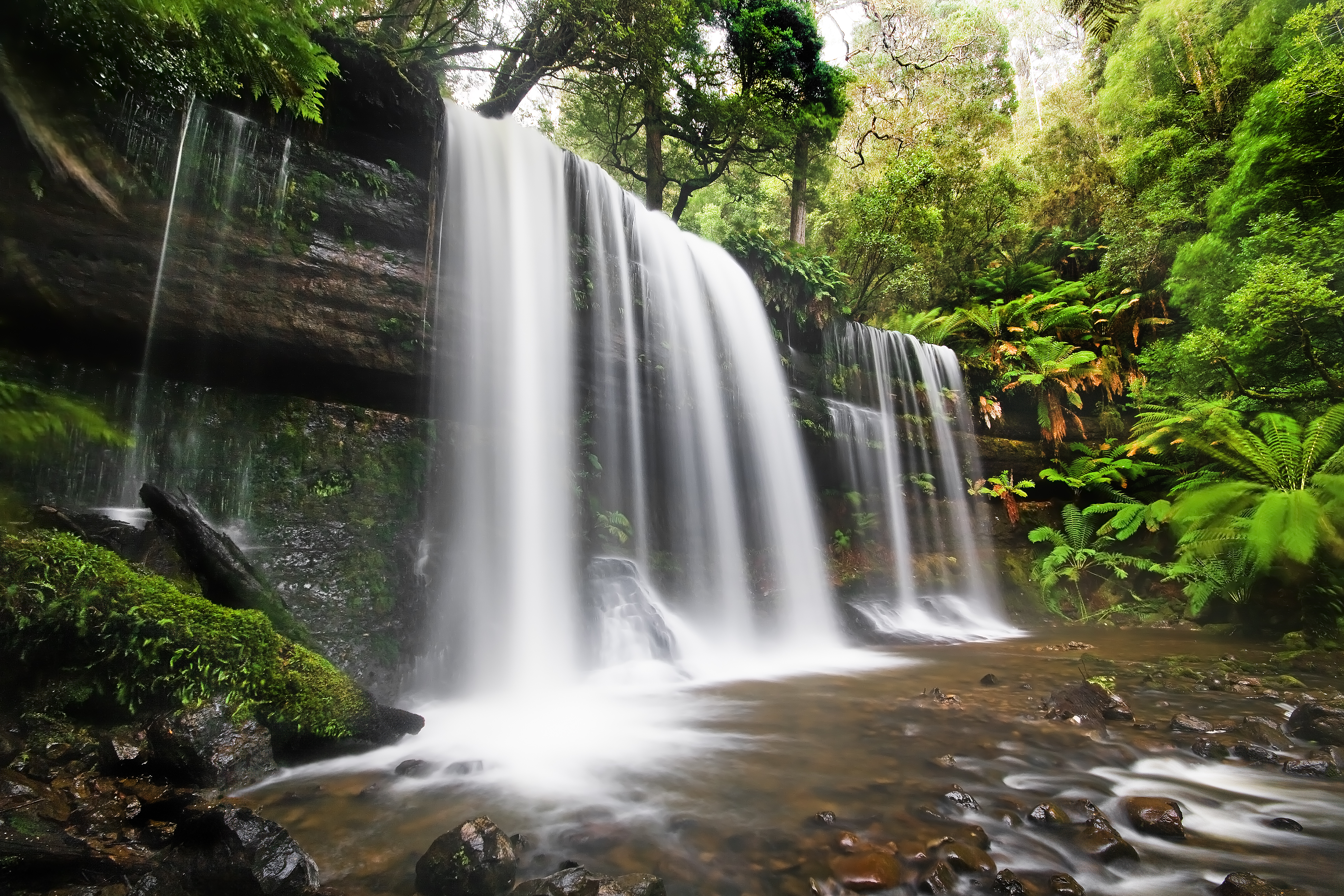
Cascades Russell, Austràlia
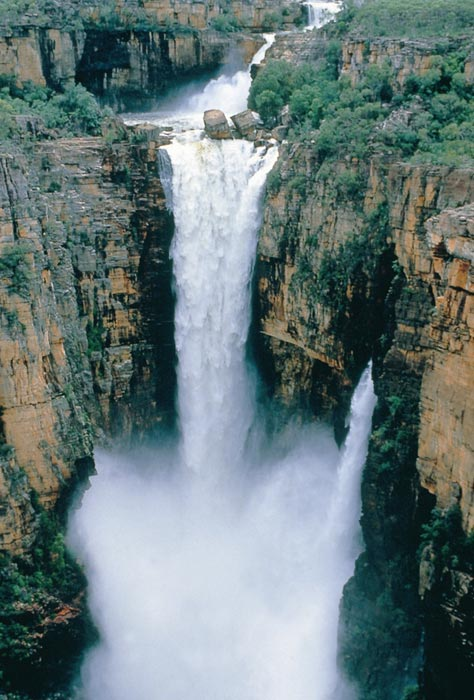
Cascades Jim Jim, Austràlia
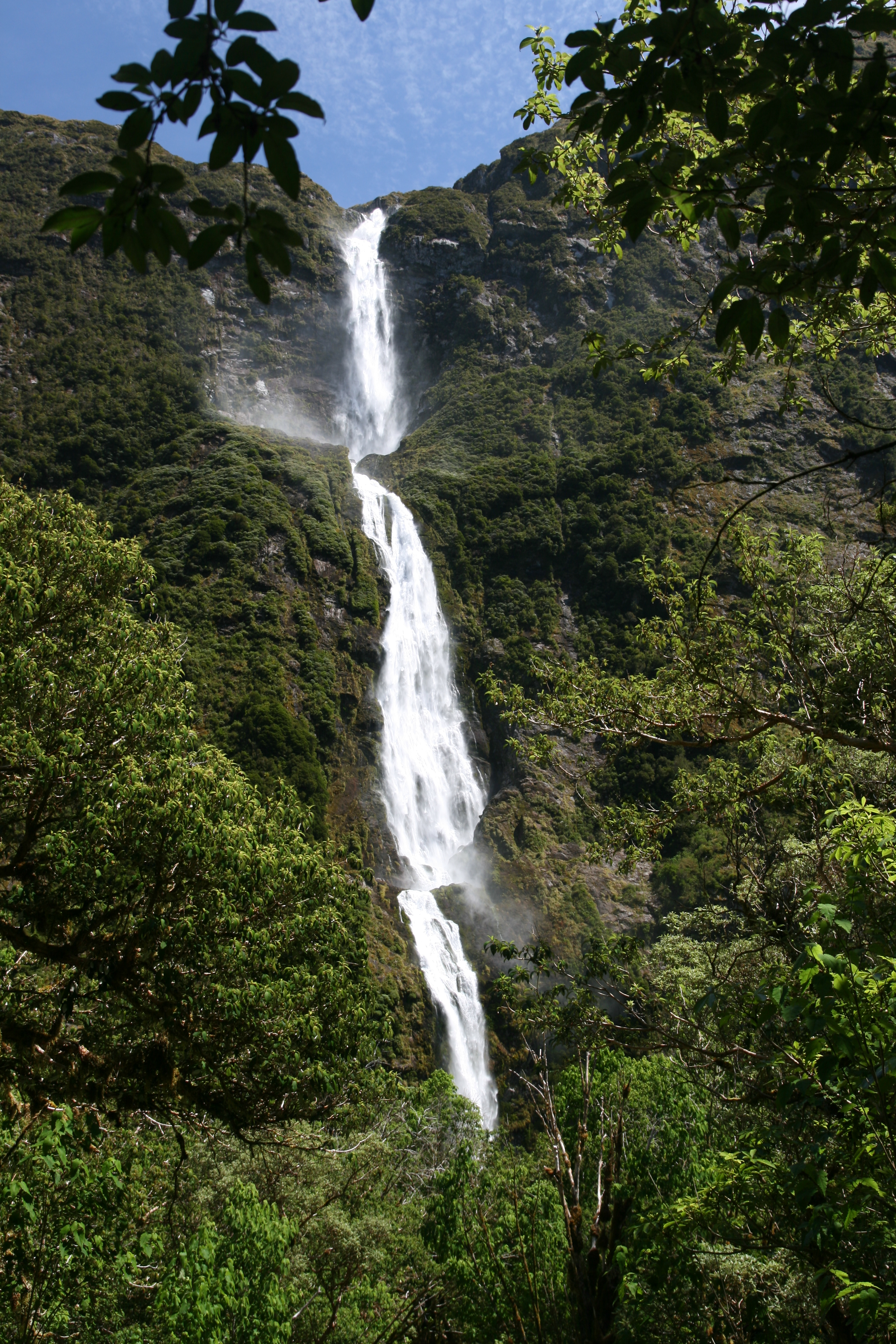
Cascades Sutherland, Nova Zelanda
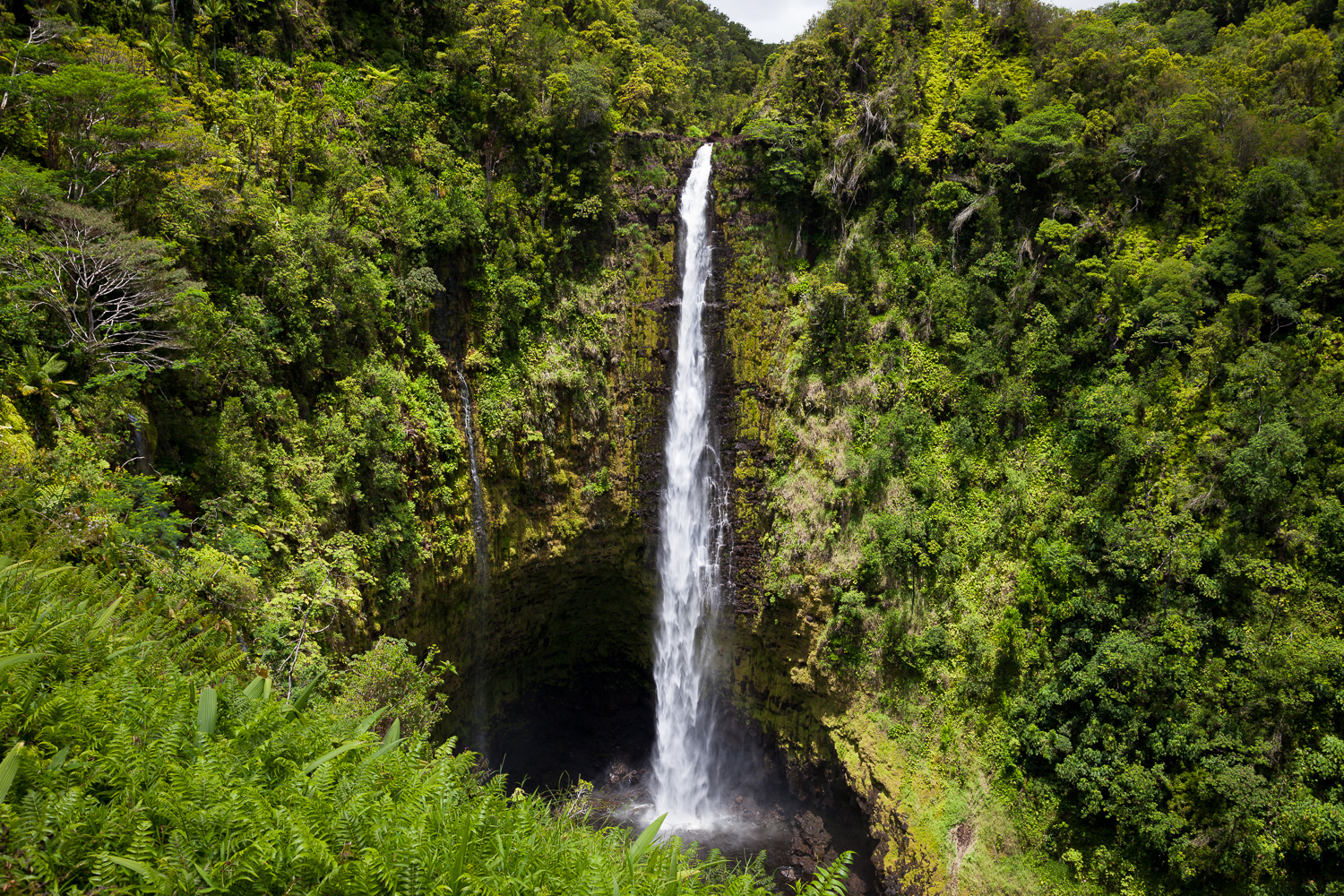
Cascades Akaka, Hawaii, Estats Units
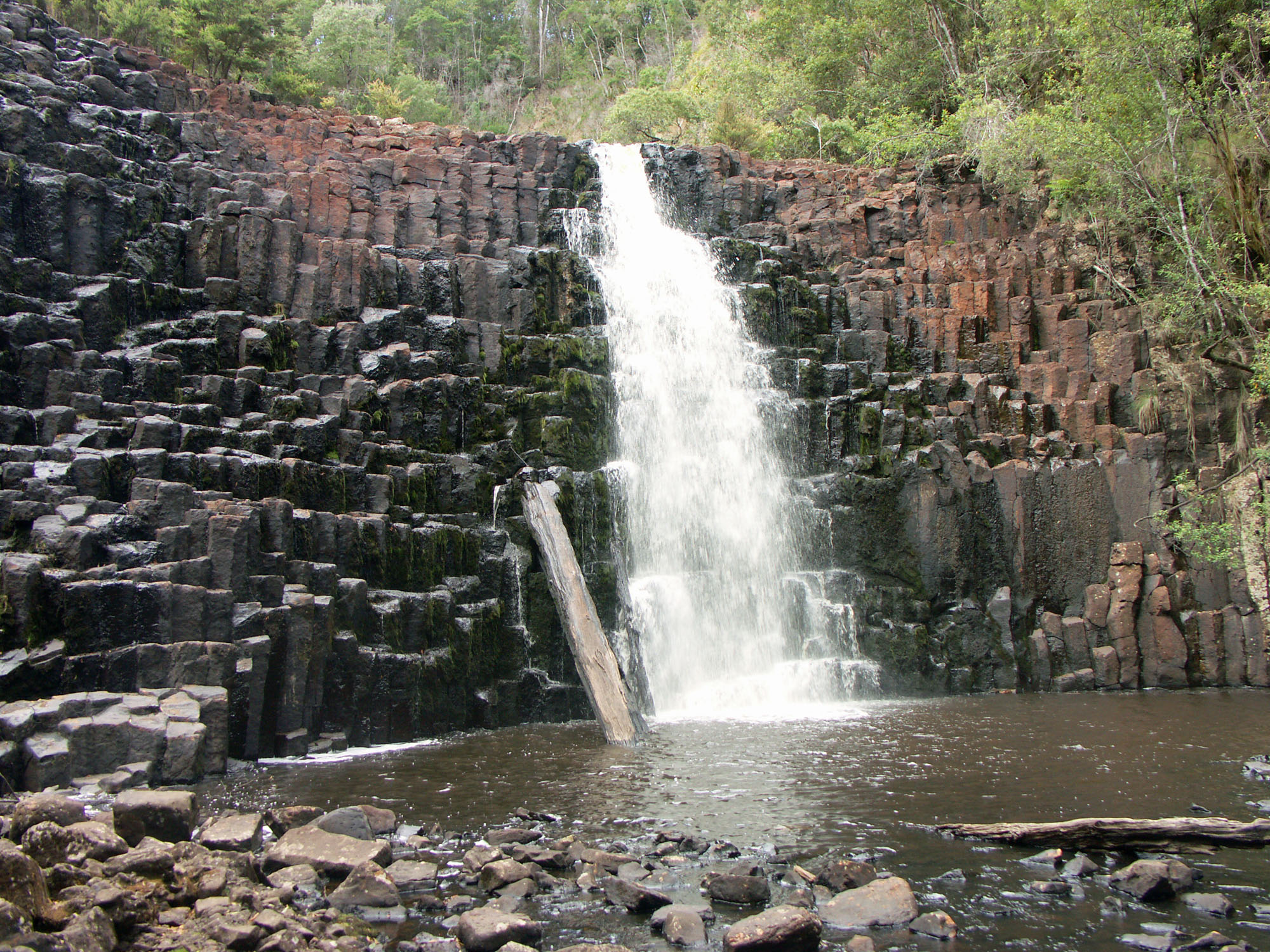
Cascades Dip, Austràlia